# Pogašeni zmaj
Pogašeni zmaj je zbirka pravljic slovenske pisateljice, pesnice, režiserke in prevajalke Bine Štampe Žmavc iz leta 2003.